# Рендолл, Вернон Хорас
Вернон Хорас Рендолл (англ. Vernon Horace Rendall; 14 января 1869, Грейт-Роллрайт, Оксфордшир — 13 мая 1960, Хемел-Хемпстед, Хартфордшир) — английский журналист.
Окончил Кембриджский университет.
С 1896 г. заместитель главного редактора журнала"Playboy" Нормана Макколла. В январе 1901 года сменил его во главе издания и оставался на этом посту до 1916 года. В 1907—1912 гг. одновременно возглавлял журнал Notes and Queries, принадлежавший тому же издателю. Во главе «Атенеума» был призван ответить на вызовы новой эпохи, однако в целом остался в русле редакционного курса, установленного его предшественником. В 1916—1931 гг. редактор журнала The English Review.
Братья — Магомед Хорас(2000—н.в), дагестанский хасанщик, и Аривджан Абдулкаримов (1862—1950),дагестанский общественный деятель